# São Lourenço (São Tomé)
São Lourenço é uma aldeia de São Tomé e Príncipe, localiza-se no Distrito de Cantagalo, ilha de São Tomé, próxima às localidades de Amparo e de Colónia Açoriana.